# China Open (теніс) 2007
Відкритий чемпіонат Китаю з тенісу 2007 — тенісний турнір, що проходив на відкритих кортах з твердим покриттям Beijing Tennis Center у Пекіні (КНР). Це був 9-й за ліком China Open,. Належав до серії International в рамках Туру ATP 2007, а також до турнірів 2-ї категорії в рамках Туру WTA 2007. Чоловічі змагання тривали з 10 до 16 вересня, а жіночі - з 17 до 23 вересня 2007 року.

## Переможниці та фіналістки

### Одиночний розряд, чоловіки
Фернандо Гонсалес —  Томмі Робредо, 6–1, 3–6, 6–1
- Для Гонсалеса це був 1-й титул за рік і 8-й - за кар'єру.

### Одиночний розряд, жінки
Агнеш Савай —  Єлена Янкович, 6–7(7–9), 7–5, 6–2
- Для Савай це був 2-й титул за сезон і за кар'єру.

### Парний розряд, чоловіки
Рік де Вуст /  Ешлі Фішер —  Кріс Гаггард /  Лу Єн-Сун, 6–7(3–7), 6–0, [10–6]

### Парний розряд, жінки
Чжуан Цзяжун /  Сє Шувей —  Хань Сіньюнь /  Сюй Їфань, 7–6(7–2), 6–3